# Passignano sul Trasimeno
Passignano sul Trasimeno és un municipi de la província de Perusa, a la regió italiana d'Úmbria, situat uns 20 km al nord-oest de Perusa.
L'1 de gener de 2018 tenia 5.712 habitants.